# کلیسای سنت پیتر و سنت پل (چکندون)
کلیسای سنت پیتر و سنت پل، چکندون (انگلیسی: St Peter and St Paul, Checkendon) در لیست بنای فهرست‌شده کلیسای انگلستان قرار دارد و در یک روستا در منطقه چکندون، آکسفوردشر قرار دارد. این کلیسا در اواخر قرن ۱۱ و اواسط قرن ۱۲ ساخته شد.